# 周琦 (景泰進士)
周琦（1417年—？），字宗玉，浙江金華府永康縣人，民籍，明朝政治人物。進士出身。

## 生平
浙江鄉試第三十三名。景泰五年（1454年）甲戌科會試第六十九名，殿試登進士第二甲第一百二十一名。

## 家族
曾祖周伯文。祖父周叔茂。父亲周養才。